# Eve Anderson
Eve Andersson is een Amerikaans triatlete. Zij behaalde een tweede plek op de Ironman Hawaï in 1980 met achterstand van ruim vier uur op haar landgenote Robin Beck. De finishtijd van Eve was 15:40.59. 
Haar tussentijden waren:
- Zwemmen (3,8 km): 1:30.00
- Fietsen (180 km): 7:48.00
- Hardlopen (42,2 km): 6:22.59

## Belangrijke prestaties

### triatlon
- 1980:  Ironman Hawaï - 15:40.59